# Emma Corrin
Emma-Louise Corrin (født 13. december 1995) er en engelsk skuespiller, og bruger de/dem pronominer.
Corrin portrætterede Diana, prinsesse af Wales i den fjerde sæson af Netflix’ historiske drama The Crown (2020), som de vandt en Golden Globe for og blev nomineret til en Primetime Emmy Award.
I juli 2021 meddelte Corrin, at de betragter sig som queer.

## Filmografi
- 2019: Grantchester – Esther Carter
- 2019: Pennyworth – Esme Winikus
- 2020: Misbehaviour – Jillian Jessup
- 2022: Ten Percent – Herself
- 2022: My Policeman – Marion Taylor
- 2022: Lady Chatterley's Lover – 	Lady Chatterley
- 2023: A Murder at the End of the World – Darby Hart
- 2023: Good Grief – Young Performance Artist
- 2024: Deadpool & Wolverine – Cassandra Nova
- 2024: Nosferatu – Anna Harding